# Dawsonia longifolia
Dawsonia longifolia är en bladmossart som först beskrevs av Greville, och fick sitt nu gällande namn av Bennard Otto van Zanten 1977. Dawsonia longifolia ingår i släktet Dawsonia och familjen Polytrichaceae. Inga underarter finns listade i Catalogue of Life.